# Monogenes Signal
Das monogene Signal ist eine Verallgemeinerung des analytischen Signals auf mehr als eine Dimension auf Basis der Riesz-Transformation. Das monogene Signal findet Anwendung in der Bildverarbeitung. Mit ihm können Bilder in lokale Amplitude und lokale Phase zerlegt werden.

## Definitionen

### Monogenes Signal
Es sei d eine natürliche Zahl und {\displaystyle f\in L^{2}(\mathbb {R} ^{d})} eine Funktion. Dann ist das monogene Signal {\displaystyle f_{M}} definiert durch
{\displaystyle f_{M}:=(f,R_{1}f,\ldots ,R_{d}f),}
wobei {\displaystyle R_{j},j=1,\ldots ,d} die j-te Komponente der Riesz-Transformation bezeichnet.

### Riesz-Transformation
Es sei d eine natürliche Zahl. Die j-te Komponente, {\displaystyle j=1,\ldots ,d,} der Riesz-Transformation {\displaystyle R_{j}} ist definiert durch
{\displaystyle R_{j}f(x):=c_{d}\lim _{\epsilon \to 0}\int _{0<\epsilon \leq \left|y\right|}{\frac {y_{j}}{\left|y\right|^{d+1}}}f(x-y)\,\mathrm {d} y}
mit
{\displaystyle c_{d}={\frac {\Gamma \left({\frac {d+1}{2}}\right)}{\pi ^{(d+1)/2}}},}
wobei {\displaystyle \Gamma } die Gammafunktion bezeichnet.
Die Riesz-Transformation ist definiert als d-dimensionaler Vektor der j-Komponenten {\displaystyle R_{j}}
{\displaystyle Rf(x):=(R_{1}f(x),\ldots ,R_{d}f(x)).}

## Zusammenhang mit dem analytischen Signal und der Hilberttransformation
Für {\displaystyle d=1} ist die Riesz-Transformation die Hilbert-Transformation {\displaystyle {\mathcal {H}}} und das monogene Signal entspricht in diesem Fall dem analytischen Signal, wenn man den Vektor des monogenen Signals als komplexe Zahl auffasst, d. h.
{\displaystyle \left(f(x),R_{1}f(x)\right)=f(x)+iR_{1}f(x)=f(x)+i{\mathcal {H}}f(x)}

## Zerlegung in Phase und Amplitude
Das monogene Signal erlaubt eine Zerlegung eines mehrdimensionalen Signals in lokale Amplitude und lokale Phase. Die lokale Amplitude {\displaystyle A} ist in diesem Falle definiert durch
{\displaystyle A(x)={\sqrt {f^{2}(x)+(R_{1}f(x))^{2}+\ldots +(R_{d}f(x))^{2}}},}
der lokale Phasenwinkel {\displaystyle \alpha } durch
{\displaystyle \alpha (x)=\left|\operatorname {atan2} ({\sqrt {(R_{1}f(x))^{2}+\ldots +(R_{d}f(x))^{2}}},f)\right|,}
die lokale Phasenrichtung {\displaystyle u} durch
{\displaystyle u(x)={\frac {(R_{1}f(x),\ldots ,R_{d}f(x))}{\sqrt {(R_{1}f(x))^{2}+\ldots +(R_{d}f(x))^{2}}}}}
und die lokale Phase {\displaystyle \phi } durch
{\displaystyle \phi (x)=\alpha (x)u(x)=\left|\operatorname {atan2} ({\sqrt {(R_{1}f(x))^{2}+\ldots +(R_{d}f(x))^{2}}},f)\right|{\frac {(R_{1}f(x),\ldots ,R_{d}f(x))}{\sqrt {(R_{1}f(x))^{2}+\ldots +(R_{d}f(x))^{2}}}}.}
|  |  | {\displaystyle \pi } |

## Anwendung in der Bildanalyse
Fasst man die Funktion {\displaystyle f} als zwei- oder dreidimensionales Bild auf, hat das monogene Signal folgende mögliche Anwendungen:
- Die lokale Phase kann als eine Art optischer Fluss eines Bildes aufgefasst werden. Dabei gibt die lokale Phasenrichtung eine Flussrichtung an, der lokale Phasenwinkel eine Flussstärke.
- Unter Verwendung einer Multiskalenanalyse kann das monogene Signal dazu verwendet werden, Strukturen aus Bildern unabhängig von Helligkeit und Beleuchtungsstärke zu extrahieren.

## Software
Die folgenden Softwarepakete implementieren das monogene Signal auf Multiskalenbasis
- Monogenic Wavelet Toolbox for ImageJ, Technische Universität München
- MonogenicJ: A ImageJ plugin for wavelet-based monogenic analysis of images EPF Lausanne